# Plaskivșciîna, Lohvîțea
Plaskivșciîna (în ucraineană Пласківщина) este un sat în comuna Korsunivka din raionul Lohvîțea, regiunea Poltava, Ucraina.

## Demografie
Componența lingvistică a localității Plaskivșciîna
     Ucraineană (100%)
Conform recensământului din 2001, toată populația localității Plaskivșciîna era vorbitoare de ucraineană (100%).